# Quatorzième circonscription des Bouches-du-Rhône
La quatorzième circonscription des Bouches-du-Rhône est représentée dans la XVIIe législature par Gérault Verny, député (UDR).

## Description géographique et démographique

### 1986-2012
La quatorzième circonscription des Bouches-du-Rhône est située dans le nord-est du département : comportant la majeure partie de la ville d'Aix, elle inclut aussi l'ensemble de son arrière-pays jusqu'au Vaucluse. Elle regroupe les cantons suivant :
- Canton d'Aix-en-Provence-Centre
- Canton d'Aix-en-Provence-Nord-Est
- Canton de Peyrolles-en-Provence
- Canton de Trets

D'après le recensement général de la population en 2021, la population totale de cette circonscription est estimée à 139 036 habitants.

### Depuis 2012
Depuis le Redécoupage des circonscriptions législatives françaises de 2010, la circonscription comprend :
- le canton d'Aix-en-Provence-Centre,
- le canton d'Aix-en-Provence-Nord-Est (partie non comprise dans la 11e circonscription)
- le canton de Peyrolles-en-Provence
- le canton de Trets

| Nom                     | Code Insee | Intercommunalité                   | Superficie (km2) | Population (dernière pop. légale) | Densité (hab./km2) |
| ----------------------- | ---------- | ---------------------------------- | ---------------- | --------------------------------- | ------------------ |
| Aix-en-Provence         | 13001      | Métropole d'Aix-Marseille-Provence | 186,08           | 147 933 (2022)                    | 795                |
| Beaurecueil             | 13012      | Métropole d'Aix-Marseille-Provence | 9,86             | 595 (2022)                        | 60                 |
| Châteauneuf-le-Rouge    | 13025      | Métropole d'Aix-Marseille-Provence | 13,15            | 2 331 (2022)                      | 177                |
| Fuveau                  | 13040      | Métropole d'Aix-Marseille-Provence | 30,02            | 10 235 (2022)                     | 341                |
| Jouques                 | 13048      | Métropole d'Aix-Marseille-Provence | 80,35            | 4 478 (2022)                      | 56                 |
| Le Puy-Sainte-Réparade  | 13080      | Métropole d'Aix-Marseille-Provence | 46,29            | 5 794 (2022)                      | 125                |
| Le Tholonet             | 13109      | Métropole d'Aix-Marseille-Provence | 10,82            | 2 370 (2022)                      | 219                |
| Meyrargues              | 13059      | Métropole d'Aix-Marseille-Provence | 41,67            | 3 818 (2022)                      | 92                 |
| Peynier                 | 13072      | Métropole d'Aix-Marseille-Provence | 24,76            | 3 692 (2022)                      | 149                |
| Peyrolles-en-Provence   | 13074      | Métropole d'Aix-Marseille-Provence | 34,9             | 5 316 (2022)                      | 152                |
| Puyloubier              | 13079      | Métropole d'Aix-Marseille-Provence | 40,85            | 1 780 (2022)                      | 44                 |
| Rousset                 | 13087      | Métropole d'Aix-Marseille-Provence | 19,5             | 5 357 (2022)                      | 275                |
| Saint-Antonin-sur-Bayon | 13090      | Métropole d'Aix-Marseille-Provence | 17,57            | 125 (2022)                        | 7,1                |
| Saint-Marc-Jaumegarde   | 13095      | Métropole d'Aix-Marseille-Provence | 22,56            | 1 270 (2022)                      | 56                 |
| Saint-Paul-lès-Durance  | 13099      | Métropole d'Aix-Marseille-Provence | 45,81            | 886 (2022)                        | 19                 |
| Trets                   | 13110      | Métropole d'Aix-Marseille-Provence | 70,31            | 10 933 (2022)                     | 155                |
| Vauvenargues            | 13111      | Métropole d'Aix-Marseille-Provence | 54,31            | 1 058 (2022)                      | 19                 |
| Venelles                | 13113      | Métropole d'Aix-Marseille-Provence | 20,54            | 8 420 (2022)                      | 410                |

- fraction de la commune d'Aix-en-Provence incluse dans la circonscription (anciens cantons d'Aix-en-Provence-Centre et Aix-en-Provence-Sud-Ouest, en partie) : 71 150 habitants

La population légale au sein de cette circonscription en 2022 est de 139 608 habitants.

## Historique des élections

### Élections de 1988
| Candidat           | Candidat                               | Parti                 | Premier tour | Premier tour | Second tour | Second tour |  |
| Candidat           | Candidat                               | Parti                 | Voix         | %            | Voix        | %           |  |
| ------------------ | -------------------------------------- | --------------------- | ------------ | ------------ | ----------- | ----------- |  |
|                    | Germaine Pivasset                      | PS                    | 14 833       | 29,55        | 25 552      | 46,78       |  |
|                    | Jean-Pierre de Peretti Della Rocca élu | UDF (CDS) (URC)       | 10 607       | 21,13        | 29 072      | 53,22       |  |
|                    | Philippe Milliau                       | FN                    | 10 550       | 21,02        | Retrait     | Retrait     |  |
|                    | Jean Feraud                            | Divers droite         | 6 433        | 12,82        |             |             |  |
|                    | Luc Foulquier                          | PCF                   | 3 994        | 7,96         |             |             |  |
|                    | Gérard Bramoullé                       | Divers droite         | 2 586        | 5,15         |             |             |  |
|                    | Gilles Molmeret                        | Extrême gauche (PNPG) | 1 195        | 2,38         |             |             |  |
|                    |                                        |                       |              |              |             |             |  |
| Inscrits           | Inscrits                               | Inscrits              | 78 973       | 100,00       | 78 961      | 100,00      |  |
| Abstentions        | Abstentions                            | Abstentions           | 27 572       | 34,91        | 22 422      | 28,4        |  |
| Votants            | Votants                                | Votants               | 51 401       | 65,09        | 56 539      | 71,6        |  |
| Blancs et nuls     | Blancs et nuls                         | Blancs et nuls        | 1 203        | 2,34         | 1 915       | 3,39        |  |
| Exprimés           | Exprimés                               | Exprimés              | 50 198       | 97,66        | 54 624      | 96,61       |  |
| Source : Data.gouv |                                        |                       |              |              |             |             |  |

Serge Silvain, attaché parlementaire, était le suppléant de Jean-Pierre de Peretti Della Rocca.

### Élections de 1993
| Candidat       | Candidat                 | Parti                      | Premier tour | Premier tour | Second tour | Second tour |  |
| Candidat       | Candidat                 | Parti                      | Voix         | %            | Voix        | %           |  |
| -------------- | ------------------------ | -------------------------- | ------------ | ------------ | ----------- | ----------- |  |
|                | Jean-Bernard Raimond élu | RPR                        | 11 411       | 20,87        | 31 001      | 58,31       |  |
|                | Fernand Boulan           | UDF (PR)                   | 11 014       | 20,14        | Retrait     | Retrait     |  |
|                | Alexandre Medvedowsky    | PS (ADFP)                  | 22 167       | 19,07        | 22 167      | 41,69       |  |
|                | Philippe Milliau         | FN                         | 9 556        | 17,48        |             |             |  |
|                | Yvon Roche               | Les Verts (EÉ)             | 5 053        | 9,24         |             |             |  |
|                | Luc Foulquier            | PCF                        | 961          | 3,41         |             |             |  |
|                | Magdeleine Siri          | Divers écologiste (LT-LNÉ) | 374          | 1,33         |             |             |  |
|                | Hervé Guerrera           | POC                        | 243          | 0,86         |             |             |  |
|                | Marie-Noëlle Rinaudo     | Divers gauche (MDC)        | 243          | 0,86         |             |             |  |
|                | Jean-Pierre Gaigne       | Extrême gauche             | 243          | 0,86         |             |             |  |
|                | Claude Guillier          | Divers droite              | 243          | 0,86         |             |             |  |
|                | Thierry Carliez          | Divers (PLN)               | 243          | 0,86         |             |             |  |
|                |                          |                            |              |              |             |             |  |
| Inscrits       | Inscrits                 | Inscrits                   | 82 427       | 100,00       | 82 426      | 100,00      |  |
| Abstentions    | Abstentions              | Abstentions                | 25 312       | 30,71        | 24 764      | 30,04       |  |
| Votants        | Votants                  | Votants                    | 57 115       | 69,29        | 57 662      | 69,96       |  |
| Blancs et nuls | Blancs et nuls           | Blancs et nuls             | 2 434        | 4,26         | 4 494       | 7,79        |  |
| Exprimés       | Exprimés                 | Exprimés                   | 54 681       | 95,74        | 53 168      | 92,21       |  |

Max Juvénal était le suppléant de Jean-Bernard Raimond.

### Élections de 1997
| Candidat       | Candidat                           | Parti                      | Premier tour | Premier tour | Second tour | Second tour |  |
| Candidat       | Candidat                           | Parti                      | Voix         | %            | Voix        | %           |  |
| -------------- | ---------------------------------- | -------------------------- | ------------ | ------------ | ----------- | ----------- |  |
|                | Alexandre Medvedowsky              | PS                         | 14 409       | 26,72        | 27 119      | 48,3        |  |
|                | Jean-Bernard Raimond sortant réélu | RPR                        | 10 349       | 19,19        | 29 031      | 51,7        |  |
|                | Vincent Autric                     | FN                         | 9 960        | 18,47        |             |             |  |
|                | Jean-Pierre Bouvet                 | Divers droite (Maj. prés.) | 7 948        | 14,74        |             |             |  |
|                | Évelyne Thobert                    | PCF                        | 4 100        | 7,6          |             |             |  |
|                | Loïc Giraudon                      | Les Verts                  | 1 780        | 3,3          |             |             |  |
|                | Alain Manoukian                    | GÉ                         | 985          | 1,83         |             |             |  |
|                | Pierre Beauce                      | LDI (MPF)                  | 977          | 1,81         |             |             |  |
|                | Josefa Carvou                      | LT-LNÉ                     | 682          | 1,26         |             |             |  |
|                | Jean-Pierre Gaigne                 | Extrême gauche             | 636          | 1,18         |             |             |  |
|                | Antoine Duprez                     | US4J                       | 535          | 0,99         |             |             |  |
|                | Alain de Gantes                    | MDC                        | 514          | 0,95         |             |             |  |
|                | Hervé Guerrera                     | Régionaliste               | 486          | 0,9          |             |             |  |
|                | Abdelkrim Klech                    | Divers gauche              | 224          | 0,42         |             |             |  |
|                | Jean-Claude Blanchet               | MDC                        | 156          | 0,29         |             |             |  |
|                | Frédéric Burlot                    | Extrême droite             | 133          | 0,25         |             |             |  |
|                | Maurice Touati                     | Divers gauche              | 35           | 0,06         |             |             |  |
|                | Richard Daumas                     | Divers                     | 23           | 0,04         |             |             |  |
|                |                                    |                            |              |              |             |             |  |
| Inscrits       | Inscrits                           | Inscrits                   | 84 246       | 100,00       | 84 242      | 100,00      |  |
| Abstentions    | Abstentions                        | Abstentions                | 28 104       | 33,36        | 24 314      | 28,86       |  |
| Votants        | Votants                            | Votants                    | 56 142       | 66,64        | 59 928      | 71,14       |  |
| Blancs et nuls | Blancs et nuls                     | Blancs et nuls             | 2 210        | 3,94         | 3 778       | 6,3         |  |
| Exprimés       | Exprimés                           | Exprimés                   | 53 932       | 96,06        | 56 150      | 93,7        |  |

Max Juvénal était le suppléant de Jean-Bernard Raimond.

### Élections de 2002
| Candidat       | Candidat                     | Parti             | Premier tour | Premier tour | Second tour | Second tour |  |
| Candidat       | Candidat                     | Parti             | Voix         | %            | Voix        | %           |  |
| -------------- | ---------------------------- | ----------------- | ------------ | ------------ | ----------- | ----------- |  |
|                | Maryse Joissains-Masini élue | UMP               | 20 882       | 35,09        | 30 701      | 58,1        |  |
|                | Danielle Rumani Elbez        | PRG               | 14 542       | 24,44        | 22 145      | 41,9        |  |
|                | Gérard Beyer                 | FN                | 7 629        | 12,82        |             |             |  |
|                | Jean-Bernard Raimond sortant | UDF               | 5 496        | 9,24         |             |             |  |
|                | Marie-Nicole Payet           | Les Verts         | 1 723        | 2,9          |             |             |  |
|                | Jean-Louis Brunel            | PCF               | 1 687        | 2,83         |             |             |  |
|                | Vincent Autric               | MNR               | 1 195        | 2,01         |             |             |  |
|                | Rémy Jean                    | LCR               | 906          | 1,52         |             |             |  |
|                | Marie-José de Saint Ferréol  | Pôle républicain  | 789          | 1,33         |             |             |  |
|                | Aline Vidal-Daumas           | CPNT              | 786          | 1,32         |             |             |  |
|                | Bernard Delemotte            | Cap21             | 546          | 0,92         |             |             |  |
|                | Yves Delafon                 | ÉD                | 525          | 0,88         |             |             |  |
|                | Magali Elias                 | LT-LNÉ            | 469          | 0,79         |             |             |  |
|                | Marie-Chantal Picard         | MPF               | 365          | 0,61         |             |             |  |
|                | Khaled Klech                 | Divers gauche     | 350          | 0,59         |             |             |  |
|                | Noëlle Lagrange              | LO                | 315          | 0,53         |             |             |  |
|                | Ludovic Garofalo             | Divers écologiste | 306          | 0,51         |             |             |  |
|                | Hervé Guerrera               | POC               | 254          | 0,43         |             |             |  |
|                | Olivier Martorana            | MÉI               | 183          | 0,31         |             |             |  |
|                | Amapola Ventron              | GÉ                | 150          | 0,25         |             |             |  |
|                | Autres candidats             | Divers            | 411          | 0,69         |             |             |  |
|                |                              |                   |              |              |             |             |  |
| Inscrits       | Inscrits                     | Inscrits          | 91 027       | 100,00       | 91 027      | 100,00      |  |
| Abstentions    | Abstentions                  | Abstentions       | 30 456       | 33,46        | 35 493      | 38,99       |  |
| Votants        | Votants                      | Votants           | 60 571       | 66,54        | 55 534      | 61,01       |  |
| Blancs et nuls | Blancs et nuls               | Blancs et nuls    | 1 062        | 1,75         | 2 688       | 4,84        |  |
| Exprimés       | Exprimés                     | Exprimés          | 59 509       | 98,25        | 52 846      | 95,16       |  |

Le suppléant de Maryse Joissains-Masini était Bruno Genzana, cadre commercial, conseiller général du canton d'Aix-en-Provence-Centre, conseiller municipal d'Aix-en-Provence.

### Élections de 2007
| Candidat       | Candidat                                | Parti          | Premier tour | Premier tour | Second tour | Second tour |  |
| Candidat       | Candidat                                | Parti          | Voix         | %            | Voix        | %           |  |
| -------------- | --------------------------------------- | -------------- | ------------ | ------------ | ----------- | ----------- |  |
|                | Maryse Joissains-Masini sortante réélue | UMP            | 26 872       | 44,63        | 31 400      | 54,84       |  |
|                | Alexandre Medvedowsky                   | PS             | 16 162       | 26,84        | 25 853      | 45,16       |  |
|                | Brigitte Devésa                         | UDF–MoDem      | 5 768        | 9,58         |             |             |  |
|                | Honoré Beyer                            | FN             | 2 363        | 3,92         |             |             |  |
|                | Josiane Durrieu                         | Les Verts      | 1 647        | 2,74         |             |             |  |
|                | Laurent Perallat                        | PCF            | 1 501        | 2,49         |             |             |  |
|                | Cédric Bottero                          | LCR            | 1 186        | 1,97         |             |             |  |
|                | Jean-Pierre Borne                       | Sans étiquette | 842          | 1,4          |             |             |  |
|                | Valérie Poussel                         | MPF            | 840          | 1,4          |             |             |  |
|                | Monique Ferrie                          | LT-LNÉ         | 630          | 1,05         |             |             |  |
|                | Catherine Villa                         | GÉ             | 562          | 0,93         |             |             |  |
|                | Virginie Devallet                       | CPNT           | 434          | 0,72         |             |             |  |
|                | Yves Martinez                           | Divers         | 377          | 0,63         |             |             |  |
|                | Vincent Autric                          | MNR            | 356          | 0,59         |             |             |  |
|                | Sonia Pennavayre                        | Divers droite  | 347          | 0,58         |             |             |  |
|                | Noëlle Lagrange                         | LO             | 230          | 0,38         |             |             |  |
|                | Francis Figarols                        | DLR            | 92           | 0,15         |             |             |  |
|                |                                         |                |              |              |             |             |  |
| Inscrits       | Inscrits                                | Inscrits       | 101 909      | 100,00       | 101 906     | 100,00      |  |
| Abstentions    | Abstentions                             | Abstentions    | 40 857       | 40,09        | 42 370      | 41,58       |  |
| Votants        | Votants                                 | Votants        | 61 052       | 59,91        | 59 536      | 58,42       |  |
| Blancs et nuls | Blancs et nuls                          | Blancs et nuls | 843          | 1,38         | 2 283       | 3,83        |  |
| Exprimés       | Exprimés                                | Exprimés       | 60 209       | 98,62        | 57 253      | 96,17       |  |

Le suppléant de Maryse Joissains-Masini était Christian Burle, agriculteur, maire de Peynier.

### Élections de 2012
| Candidat       | Candidat                         | Parti          | Premier tour | Premier tour | Second tour | Second tour |  |
| Candidat       | Candidat                         | Parti          | Voix         | %            | Voix        | %           |  |
| -------------- | -------------------------------- | -------------- | ------------ | ------------ | ----------- | ----------- |  |
|                | Jean-David Ciot élu              | PS             | 19 554       | 35,60        | 28 941      | 53,55       |  |
|                | Maryse Joissains-Masini sortante | UMP            | 15 675       | 28,54        | 25 107      | 46,45       |  |
|                | Josyane Solari                   | RBM (FN)       | 7 770        | 14,15        |             |             |  |
|                | Michel Boulan                    | NC (MoDem)     | 4 577        | 8,33         |             |             |  |
|                | Josiane Durrieu                  | FG (PCF)       | 3 273        | 5,96         |             |             |  |
|                | Geneviève Hamy                   | EÉLV           | 2 224        | 4,05         |             |             |  |
|                | Joséfa Maunier                   | LT-LNÉ         | 480          | 0,87         |             |             |  |
|                | Philippe Neveu                   | RPF            | 418          | 0,76         |             |             |  |
|                | Pierre Cayol                     | DLR            | 388          | 0,71         |             |             |  |
|                | Bertrand Robert                  | Pirate         | 229          | 0,42         |             |             |  |
|                | François Lefebvre                | NPA            | 190          | 0,35         |             |             |  |
|                | Charlotte Maria                  | LO             | 146          | 0,27         |             |             |  |
|                | Malik Houamria                   | AÉI            | 0            | 0,00         |             |             |  |
|                |                                  |                |              |              |             |             |  |
| Inscrits       | Inscrits                         | Inscrits       | 93 933       | 100,00       | 93 933      | 100,00      |  |
| Abstentions    | Abstentions                      | Abstentions    | 38 391       | 40,87        | 38 188      | 40,65       |  |
| Votants        | Votants                          | Votants        | 55 542       | 59,13        | 55 745      | 59,35       |  |
| Blancs et nuls | Blancs et nuls                   | Blancs et nuls | 618          | 1,11         | 1 697       | 3,04        |  |
| Exprimés       | Exprimés                         | Exprimés       | 54 924       | 98,89        | 54 048      | 96,96       |  |

La suppléante de Jean-David Ciot était Noëlle Ciccolini-Jouffret, chef d'entreprise à Aix-en-Provence, fille de Félix Ciccolini.

### Élections de 2017
| Candidat       | Candidat                   | Parti             | Premier tour | Premier tour | Second tour | Second tour |  |
| Candidat       | Candidat                   | Parti             | Voix         | %            | Voix        | %           |  |
| -------------- | -------------------------- | ----------------- | ------------ | ------------ | ----------- | ----------- |  |
|                | Anne-Laurence Petel élue   | LREM              | 17 552       | 37,18        | 21 500      | 60,23       |  |
|                | Stéphane Paoli             | LR                | 7 937        | 16,81        | 14 197      | 39,77       |  |
|                | Nathalie Chevillard        | FN                | 6 119        | 12,96        |             |             |  |
|                | Hélène Le Cacheux          | LFI               | 6 024        | 12,76        |             |             |  |
|                | Jean-David Ciot sortant    | PS                | 4 096        | 8,68         |             |             |  |
|                | Josiane Durrieu            | PCF               | 1 081        | 2,29         |             |             |  |
|                | Josefa Maunier             | Divers droite     | 781          | 1,65         |             |             |  |
|                | Laure Papounaud            | PRG               | 597          | 1,26         |             |             |  |
|                | Pierre Cayol               | DLF               | 558          | 1,18         |             |             |  |
|                | Éric Étienne               | Divers            | 444          | 0,94         |             |             |  |
|                | Martial Couturier          | PA                | 408          | 0,86         |             |             |  |
|                | Philippe Renault-Guillemet | PCD               | 357          | 0,76         |             |             |  |
|                | Hamza Belkolli             | Divers écologiste | 335          | 0,71         |             |             |  |
|                | Josyane Solari             | LS                | 308          | 0,65         |             |             |  |
|                | Bertrand Le Besque         | UPR               | 247          | 0,52         |             |             |  |
|                | Anne Roche                 | LO                | 226          | 0,48         |             |             |  |
|                | Olivia Franzi-Labiad       | AÉI               | 59           | 0,12         |             |             |  |
|                | Jean-Charles Poupel        | Divers            | 43           | 0,09         |             |             |  |
|                | Lucas Dureuil              | DIV-              | 36           | 0,08         |             |             |  |
|                |                            |                   |              |              |             |             |  |
| Inscrits       | Inscrits                   | Inscrits          | 96 529       | 100,00       | 96 420      | 100,00      |  |
| Abstentions    | Abstentions                | Abstentions       | 48 498       | 50,24        | 56 301      | 58,39       |  |
| Votants        | Votants                    | Votants           | 48 031       | 49,76        | 40 119      | 41,61       |  |
| Blancs et nuls | Blancs et nuls             | Blancs et nuls    | 823          | 1,71         | 4 422       | 11,02       |  |
| Exprimés       | Exprimés                   | Exprimés          | 47 208       | 98,29        | 35 697      | 88,98       |  |

Le suppléant d'Anne-Laurence Petel était Dominique Sassoon, chirurgien à Aix-en-Provence.

### Élections de 2022
Les élections législatives françaises de 2022 se déroulent les dimanches 12 et 19 juin 2022.
| Résultats des élections législatives des 12 et 19 juin 2022 de la 14e circonscription des Bouches-du-Rhône |                          |                          |                          |              |              |             |             |
| Candidat                                                                                                   | Candidat                 | Parti et coalition       | Nuance                   | Premier tour | Premier tour | Second tour | Second tour |
| Candidat                                                                                                   | Candidat                 | Parti et coalition       | Nuance                   | Voix         | %            | Voix        | %           |
| | Anne-Laurence Petel      | LREM (ENS)               | ENS                      | 14 250       | 29,99        | 24 245      | 56,85       |
| | Hélène Le Cacheux        | LFI (NUPES)              | NUP                      | 12 256       | 25,80        | 18 404      | 43,15       |
| | Emeline Coch             | RN                       | RN                       | 7 961        | 16,76        |             |             |
| | Michel Boulan            | LR (UDC)                 | LR                       | 5 741        | 12,08        |             |             |
| | Catie Calbet             | REC                      | REC                      | 2 975        | 6,26         |             |             |
| | Alain Kavazian           | LT-LNÉ (TUPV)            | ECO                      | 1 192        | 2,51         |             |             |
| | Charlotte De Busschere   | EAC                      | ECO                      | 1 015        | 2,14         |             |             |
| | Fabrice Bonin            | DSV                      | DSV                      | 831          | 1,75         |             |             |
| | Valérie Michon           | PA                       | ECO                      | 504          | 1,06         |             |             |
| | Cédric Long              | OLP (RPS)                | REG                      | 289          | 0,61         |             |             |
| | Anne Roche               | LO                       | DXG                      | 283          | 0,60         |             |             |
| | Rémi Bourgarel,          | UCE (EMP)                | DVC                      | 212          | 0,45         |             |             |
| Votes valides                                                                                              | Votes valides            | Votes valides            | Votes valides            | 47 509       | 98,38        | 42 649      | 91,68       |
| Votes blancs                                                                                               | Votes blancs             | Votes blancs             | Votes blancs             | 541          | 1,12         | 2 707       | 5,82        |
| Votes nuls                                                                                                 | Votes nuls               | Votes nuls               | Votes nuls               | 243          | 0,50         | 1 161       | 2,50        |
| Total | Total                    | Total                    | Total                    | 48 293       | 100          | 46 517      | 100         |
| Abstention                                                                                                 | Abstention               | Abstention               | Abstention               | 51 003       | 51,36        | 52 796      | 53,16       |
| Inscrits / participation                                                                                   | Inscrits / participation | Inscrits / participation | Inscrits / participation | 99 296       | 48,64        | 99 313      | 46,84       |

Le suppléant d'Anne-Laurence Petel était Josy Pignatel, retraitée de la fonction publique, conseillère municipale d'Aix-en-Provence.

### Élections de 2024
| Candidat                 | Candidat                 | Parti et coalition       | Nuance                   | Premier tour | Premier tour | Second tour | Second tour |
| Candidat                 | Candidat                 | Parti et coalition       | Nuance                   | Voix         | %            | Voix        | %           |
| ------------------------ | ------------------------ | ------------------------ | ------------------------ | ------------ | ------------ | ----------- | ----------- |
|                          | Gérault Verny,           | RAD (RN)                 | UXD                      | 21 734       | 31,65        | 25 880      | 37,26       |
|                          | Jean-David Ciot          | PS (NFP)                 | UG                       | 20 242       | 29,48        | 25 022      | 36,03       |
|                          | Anne-Laurence Petel      | RE (ENS)                 | ENS                      | 19 853       | 28,91        | 18 553      | 26,71       |
|                          | Gaëtan Muselet           | LR                       | LR                       | 3 869        | 5,63         |             |             |
|                          | Dominique Sassoon        | CIT                      | ECO                      | 1 010        | 1,47         |             |             |
|                          | Charles Moyal            | REC                      | REC                      | 827          | 1,20         |             |             |
|                          | Mireille Dufay           | DLF                      | DSV                      | 635          | 0,92         |             |             |
|                          | Anne Roche               | LO                       | EXG                      | 470          | 0,68         |             |             |
|                          | Baptiste Bouckenhove     | SE                       | DVD                      | 30           | 0,04         |             |             |
|                          |                          |                          |                          |              |              |             |             |
| Suffrages exprimés       | Suffrages exprimés       | Suffrages exprimés       | Suffrages exprimés       | 68 670       | 97,78        | 69 455      | 97.88       |
| Votes blancs             | Votes blancs             | Votes blancs             | Votes blancs             | 1 118        | 1,59         | 1 116       | 1.57        |
| Votes nuls               | Votes nuls               | Votes nuls               | Votes nuls               | 439          | 0,63         | 389         | 0.55        |
| Total                    | Total                    | Total                    | Total                    | 70 227       | 100          | 70 960      | 100         |
| Abstention               | Abstention               | Abstention               | Abstention               | 29 759       | 29,76        | 29 035      | 29.04       |
| Inscrits / participation | Inscrits / participation | Inscrits / participation | Inscrits / participation | 99 986       | 70,24        | 99 995      | 70.96       |

Le suppléant de Gérault Verny est Jean-Pierre Rayne, avocat au barreau d'Aix-en-Provence, ancien bâtonnier.